# Provolone Valpadana
Il Provolone Valpadana è un formaggio grasso DOP di latte vaccino a pasta filata e semidura.
Il tipo più classico è quello cilindrico (a salame), solitamente piuttosto grosso; l'altra forma più diffusa è quella a melone allungato. Antica è la forma a pera con testina. I pesi delle forme vanno, per il formaggio a breve stagionatura, da pochi etti a 10 chili; per quello che viene stagionato più a lungo, da pochi chili ad oltre 100.

## Storia
In origine è una variante della provola originaria della Campania, che ha cominciato ad essere prodotta nella Pianura Padana a partire dagli ultimi decenni del XIX secolo.

## Processo di produzione[4][5]
Il punto di partenza è il latte di vacche Frisona, allevate nella Pianura Padana.
La prima operazione del processo è la produzione della cagliata: al latte crudo, riscaldato, vengono aggiunti, prima il cosiddetto “sieroinnesto” (residuo, ricco di fermenti, della lavorazione del giorno prima) e poi il caglio (un coagulante naturale che può essere di vitello o di agnello o capretto).
La cagliata viene rotta e sottoposta a cottura; ottenuta la pasta, che è stata fatta maturare per favorire l'acidificazione naturale, viene quindi filata a macchina con un costante controllo. Le forme vengono poi modellate, mantenendo ben liscia la superficie esterna ed evitando che all'interno restino bolle d'aria, le quali ne danneggerebbero la qualità.
Appena pronte, le forme vengono immerse per alcune ore in acqua fredda, perché si rassodino. Seguono la salatura (immersione in salamoia) e la stagionatura in ambienti a umidità e temperatura controllate, nei quali i formaggi, opportunamente legati con corde speciali, vengono appesi in idonei telai.
La stagionatura, a seconda del tipo di Provolone Valpadana che si vuol ottenere, può durare da un minimo di 10 giorni ad oltre un anno. Ne risultano delle forme dal colore paglierino e dalle linee arrotondate e morbide, benché di fogge diverse. Inoltre, il provolone è di due tipi: dolce e piccante ; se vogliamo il piccante (si utilizza il caglio di capretto), la stagionatura deve essere di almeno sedici mesi, invece un provolone dolce deve avere una stagionatura ridotta, però di almeno 3 mesi. Alcuni producono anche la versione affumicata come la "cugina" scamorza.